# Riachão (Paraíba)
Riachão is een gemeente in de Braziliaanse deelstaat Paraíba. De gemeente telt 3.564 inwoners (schatting 2009).